# Festival d'Angoulême 2007
Le 34e festival international de la bande dessinée d'Angoulême s'est déroulé du 25 janvier au 28 janvier 2007.  

## Affiche
L'affiche du festival d'Angoulême est un dessin réalisé par le président du festival en 2007, Lewis Trondheim. Ce dessin représente un bras tendant un crayon.

## Palmarès

### Grand prix de la ville
Le grand prix de la ville d'Angoulême pour la 34e édition du festival est le dessinateur argentin José Muñoz.

### Prix décernés par le grand jury
La composition du palmarès officiel a été entièrement revue en 2007 pour ne laisser que le Prix du meilleur album, le Prix du patrimoine et introduire une nouveauté : les Essentiels d'Angoulême, remis à 6 albums, dont un qui se voit attribuer un label Révélation, reprenant ainsi le concept du Prix du premier album.
« La création des « Essentiels d’Angoulême » répond à la volonté du Festival d’instaurer sur les marchés de la bande dessinée un « label expert », qui soit pour le lecteur à la fois un gage de qualité et un repère dans le contexte de profusion qui caractérise actuellement ces marchés.
« Les Essentiels d’Angoulême », qui pourront guider chaque lecteur dans la constitution d’une bibliothèque idéale, marquent également la volonté du Festival de ne plus séparer dessin et scénario, en considérant chaque album de bande dessinée pour ce qu’il est : le métissage indissociable du texte, du récit et du graphisme. »
- Prix du patrimoine : Sergent Laterreur de Touïs et Gérald Frydman, éd. L’Association, Paris
  - Hato de Osamu Tezuka, éd. Cornélius, Paris
  - Les Vents de la colère de Tatsuhiko Yamagami, éd. Delcourt, Paris
  - Little Nemo de Winsor McCay, éd. Delcourt, Paris
  - Golgo 13 de Takao Saito, éd. Glénat, Grenoble
  - Service des cas fous de Gébé, éd. L’Association, Paris

- Prix du meilleur album : NonNonBâ de Shigeru Mizuki, éd. Cornélius, Paris

- Les Essentiels d'Angoulême :
  - Black Hole, Intégrale de Charles Burns, éd. Delcourt, Paris
  - Lupus, t. 4 de Frederik Peeters, éd. Atrabile, Genève
  - Pourquoi j’ai tué Pierre de Olivier Ka et Alfred, éd. Delcourt, Paris
  - Lucille de Ludovic Debeurme, éd. Futuropolis, Paris
  - Le Photographe, t. 3 de Emmanuel Guibert, Didier Lefèvre et Frédéric Lemercier, éd. Dupuis, Marcinelle
  - Panier de singe de Florent Ruppert et Jérôme Mulot, éd. L’Association, Paris — Label « Révélation »

#### Sélection officielle
L'éditeur dont le nombre de livres retenus pour le prix du meilleur album ou pour le prix du patrimoine est le plus important est Delcourt (7 albums), suivi par Cornélius et L'Association (4 albums chacun), Casterman et Vertige Graphic (3 albums), Glénat, Fluide glacial, Futuropolis, Gallimard, Atrabile, Les Requins Marteaux (2 albums). Enfin, avec un seul album sélectionné, viennent : Actes Sud BD , Carabas, Milan, Panini, Rackham, Soleil, Tonkam, Le Lombard, L'Employé du moi, Le Seuil, Les Humanoïdes Associés, Kana, L'an 2, Dargaud, Denoël Graphic et Dupuis. Cette sélection donne la part belle à la bande dessinée dite d'auteur mais valide aussi l'incursion d'éditeurs littéraires (Gallimard, Denoël, Actes Sud, Le Seuil) dans ce registre. Des éditeurs historiquement importants dans le domaine de la bande dessinée d'auteur sont en revanche absents : 6 pieds sous terre, Ego Comme X et Frémok notamment. Par ailleurs, cette sélection comporte 8 bandes dessinées asiatiques.
| - L’Homme qui s’évada de Laurent Maffre (d’après Albert Londres), éd. Actes Sud BD, Arles - Luchadoras de Peggy Adam, éd. Atrabile, Genève - Lupus tome 4 de Frederik Peeters, éd. Atrabile, Genève - J'ai tué Adolf Hitler de Jason, éd. Carabas, Boulogne-Billancourt - Le Sang des voyous de Philippe Paringaux et Loustal, éd. Casterman, Bruxelles - Magasin général tome 1 Marie de Jean-Louis Tripp et Régis Loisel, éd. Casterman, Bruxelles - Sorcières de Christophe Chabouté, éd. Casterman, Bruxelles - Comment ça se fait ? de Nadja, éd. Cornélius, Paris - Ice Haven de Daniel Clowes, éd. Cornélius, Paris - NonNonBâ de Shigeru Mizuki, éd. Cornélius, Paris - Le Marquis d’Anaon de Fabien Vehlmann et Matthieu Bonhomme, éd. Dargaud, Paris - Black Hole de Charles Burns, éd. Delcourt, Paris - Ki-Itchi de Hideki Arai, éd. Delcourt, Paris - La Perdida de Jessica Abel, éd. Delcourt, Paris - Pourquoi j’ai tué Pierre de Olivier Ka et Alfred, éd. Delcourt, Paris - Wizz et Buzz de Winshluss et Cizo, éd. Delcourt, Paris - Fun Home de Alison Bechdel, éd. Denoël Graphic, Paris - Le Photographe tome 3, de Emmanuel Guibert et Didier Lefèvre, éd. Dupuis, Marcinelle - Georges et Louis tome 4 de Daniel Goossens, éd. Fluide glacial, Paris - Pascal Brutal de Riad Sattouf, éd. Fluide glacial, Paris - La Volupté de Blutch, éd. Futuropolis, Paris | - Lucille de Ludovic Debeurme, éd. Futuropolis, Paris - Capucin tome 1 de Florence Dupré la Tour, éd. Gallimard, Paris - Orage et désespoir de Lucie Durbiano, éd. Gallimard, Paris - Lou ! tome 3, de Julien Neel, éd. Glénat, Grenoble - Les Passe-murailles tome 2 de Stéphane Oiry et Jean-Luc Cornette, éd. Les Humanoïdes Associés, Paris - Zipang de Kaiji Kawaguchi, éd. Kana, Bruxelles - In the Clothes Named Fat de Moyoco Anno, éd. Kana, Bruxelles - Mon fiston de Olivier Schrauwen, éd. de l’An 2, Angoulême - Frank tome 2 de Jim Woodring, éd. L’Association, Paris - Panier de singe de Florent Ruppert et Jérôme Mulot, éd. L’Association, Paris - Kinky & Cosy tome 2 de Nix, éd. Le Lombard, Bruxelles - Michel de Pierre Maurel, éd. L'Employé du moi, Bruxelles - Wimbledon Green de Seth, Éditions du Seuil, Paris - Canetor de Pirus et Charlie Schlingo, éd. Les Requins Marteaux, Albi - L'Œil privé de Blexbolex, éd. Les Requins Marteaux, Albi - Jacaranda de Shiriagari Kotobuki, éd. Milan, Toulouse - La Nouvelle Frontière de Darwyn Cooke, éd. Panini, Modène - En route pour Seattle de Peter Bagge, éd. Rackham, Montreuil - Universal War One de Denis Bajram, éd. Soleil, Toulon - Gyo de Junji Itō, éd. Tonkam, Paris - Avant la prison de Kazuichi Hanawa, éd. Vertige Graphic, Paris - Ganges de Kevin Huizenga, éd. Vertige Graphic / Coconino, Paris - Baci dalla provincia tome 2 : Ils ont retrouvé la voiture de Gipi, éd. Vertige Graphic / Coconino, Paris |

### Autres prix du festival
- Jeunesse 9/12 ans
  - Seuls # 1 (Vehlmann & Gazzoti, Dupuis)

- Jeunesse 7/8 ans
  - Tigres et Nounours (Mike Bullock & Jack Lawrence - Bamboo)

- BD alternative
  - Canicola # 4 (revue italienne avec textes en italien et anglais)

### Jury
Le grand jury, chargé de décerner les prix, était présidé par Lewis Trondheim et composé de deux auteurs, Yvan Alagbé et Christophe Arleston, deux journalistes, Virginie François et Christian Gasser et de deux libraires Jean-Louis Musy et Stéphane Tournois.
Le comité de pré-sélection des albums nommés était composé de Lewis Trondheim et Benoît Mouchart (auteurs), Céline Bagot (graphiste), Monique Younès (journaliste), Julien Bastide (critique), Olivier Jalabert (libraire), et Jean-Pierre Mercier (historien de la bande dessinée).

### Clin d'œil
Pendant la remise des prix, Lewis Trondheim a annoncé une catégorie inattendue (et fictive), le « Prix du meilleur dessinateur du Chat du rabbin de l'année ». Cette surprise faite à Joann Sfar (présent dans la salle) avait été préparée par ses amis Émile Bravo, David B., Christophe Blain, Emmanuel Guibert, Mathieu Sapin et Riad Sattouf.

## Déroulement du festival

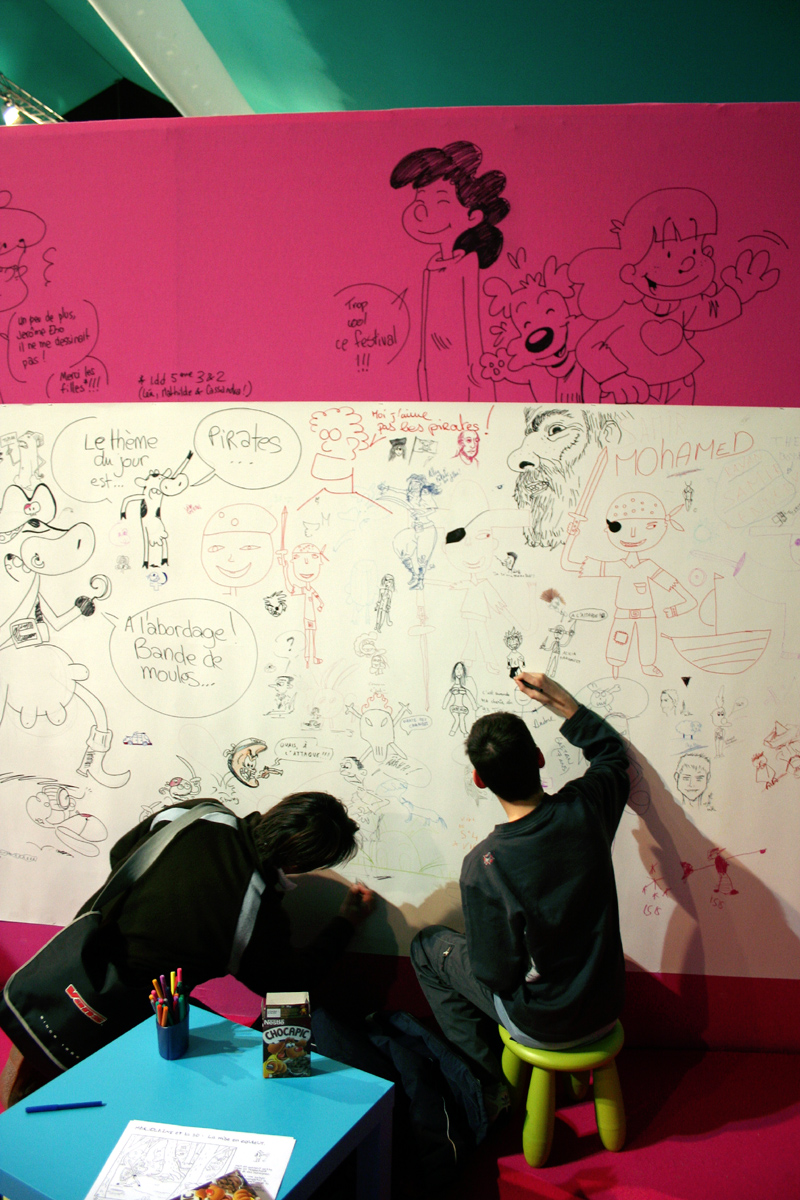
Un mur de papier librement offert à la créativité du public

### Disposition
Pour la deuxième année consécutive, le festival n'a pas lieu au Champ-de-Mars, comme c'était le cas depuis sa fondation. En 2006, les sites du festival étaient nettement éparpillés dans la ville. En 2007, ils sont plus concentrés mais nettement excentrés à l'ouest de la ville, au-delà du CNBDI, dans un lieu baptisé "site de Montauzier".

Cette initiative permet de pallier la dispersion des éditeurs et au manque de place dans la ville, mais constitue un coup dur pour les commerçants angoumoisins.

### Expositions
- He Youzhi, 100 métiers du vieux Shanghai
- Kid Paddle
- Jim Woodring
- Hergé
- Exposition universelle de Shanghaï (préfiguration à l'expo universelle de 2010, scénographié par Lucie Lom)
- Isabelle Dethan

### Spectacles
- « Concert de dessins : Duel », d'après un scénario de Lewis Trondheim, avec Lewis Trondheim, François Schuiten, Zep, Fred Bernard, Ville Ranta, Ludovic Debeurme, Philippe Dupuy, Berberian, O'Groj, Jean-Louis Tripp et Régis Loisel, musique d'Areski Belkacem, avec String machine et Yan Péchin, mise en scène de Benoît Mouchart.
- « Concert de Brigitte Fontaine illustré par Blutch », mise en scène de Benoît Mouchart.
- « Impro-BD », coproduit avec Fluide Glacial et Mauvais Genres-Rade de Brest, mis en scène par Thierry Tinlot, avec François Boucq, Jean-Claude Fournier, Mo/CDM, Jean-Christophe Chauzy (Angoulême et Bruxelles, 2007).

### ExpositionsOff
- Café Creed / Morvel

### Événements
- Le festival n'a pas accueilli beaucoup d'expositions d'importance, l'accent était mis sur la pratique du dessin : matchs d'improvisation de dessins, « concerts de dessins », réalisation de bandes dessinées en direct ou selon un temps imparti (24 heures de la bd), rencontre avec des auteurs, débats, etc. Par ailleurs la marque Canson, qui fêtait ses 450 ans, avait disposé en divers endroits de larges bandes de papier sur lesquels chacun pouvait dessiner librement, et proposait plusieurs animations autour du dessin et du papier. Enfin, le festival proposait un grand nombre de projections de films, notamment dans l'espace mangas.
- un « Concert BD » de Brigitte Fontaine et Blutch a eu lieu le 27 janvier. La première chante tandis que le second « croque » ses chansons en temps réel, sur grand écran.
- La ville d'Angoulême rebaptise un tronçon de la rue de Périgueux, rue commerçante de la ville située le prolongement de la rue Hergé, « rue René Goscinny ». L'inauguration a eu lieu le 27 janvier en présence notamment d'Anne Goscinny, fille du scénariste d'Astérix, et de Philippe Mottet, maire de la ville.

### Fréquentation
Selon Le Monde (29/01/2007, « A Angoulême, succès public et doutes des éditeurs »), la fréquentation, au matin du quatrième jour du festival, était de 150 000 personnes, ce qui laisse penser que la fréquentation totale égale les 200 000 visiteurs, comme en 2005.